# Crocias langbianis
Crocias langbianis е вид птица от семейство Leiothrichidae. Видът е застрашен от изчезване.

## Разпространение
Видът е разпространен във Виетнам.